# Anemone coronaria
Anemone coronaria là một loài thực vật có hoa trong họ Mao lương. Loài này được Carl Linnaeus mô tả khoa học đầu tiên năm 1753, có nguồn gốc tại vùng Địa Trung Hải

## Hình ảnh

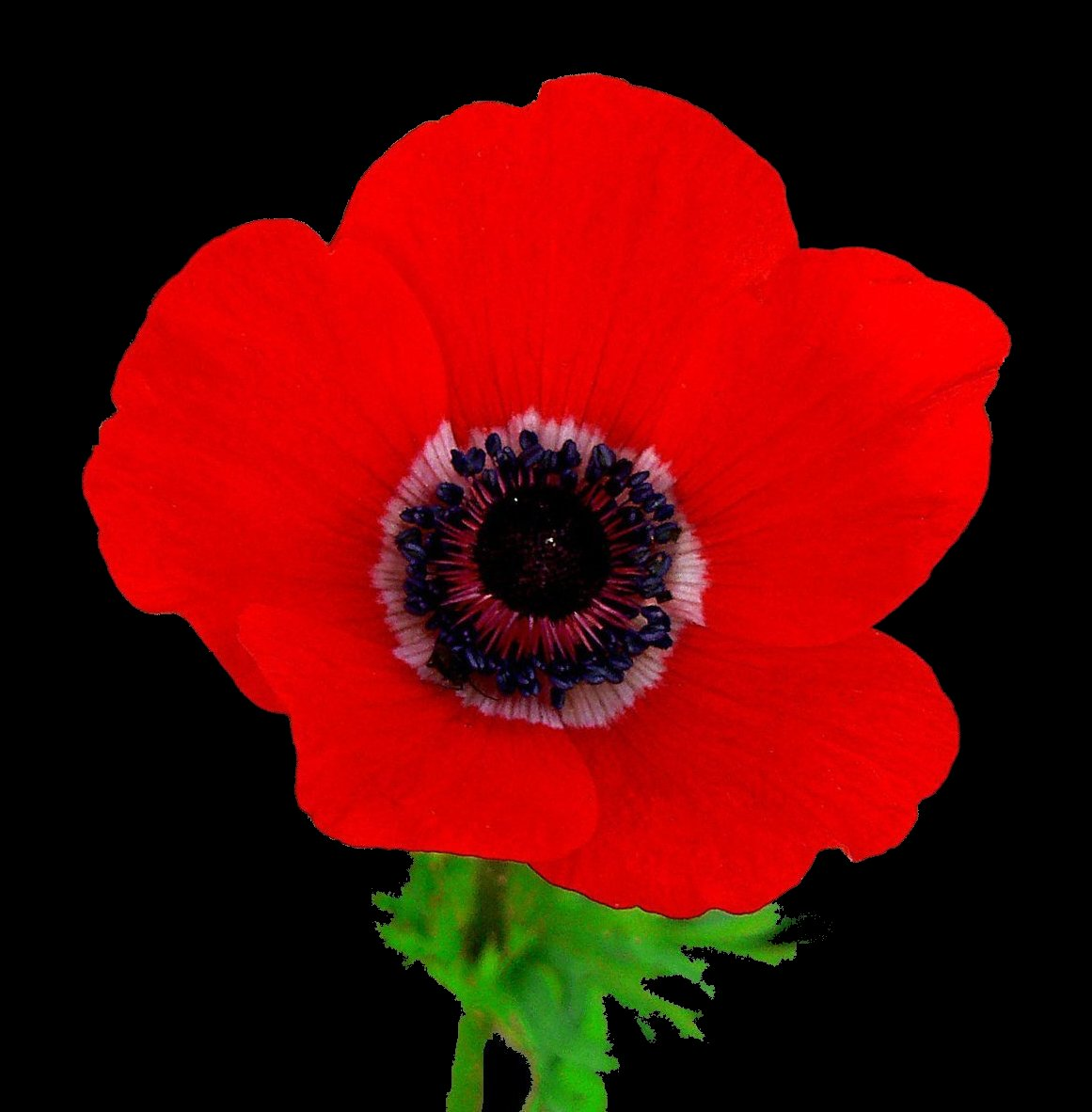
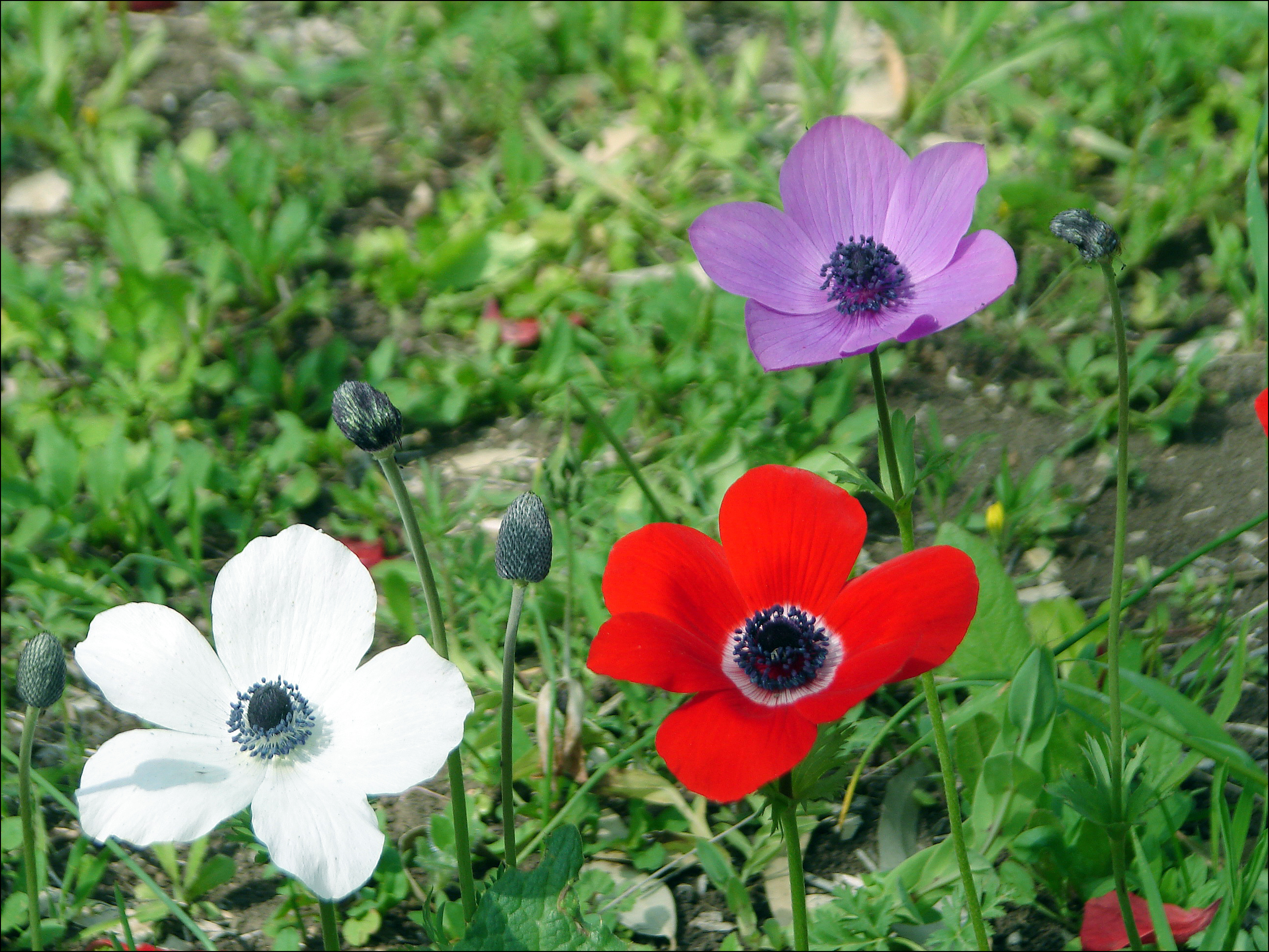
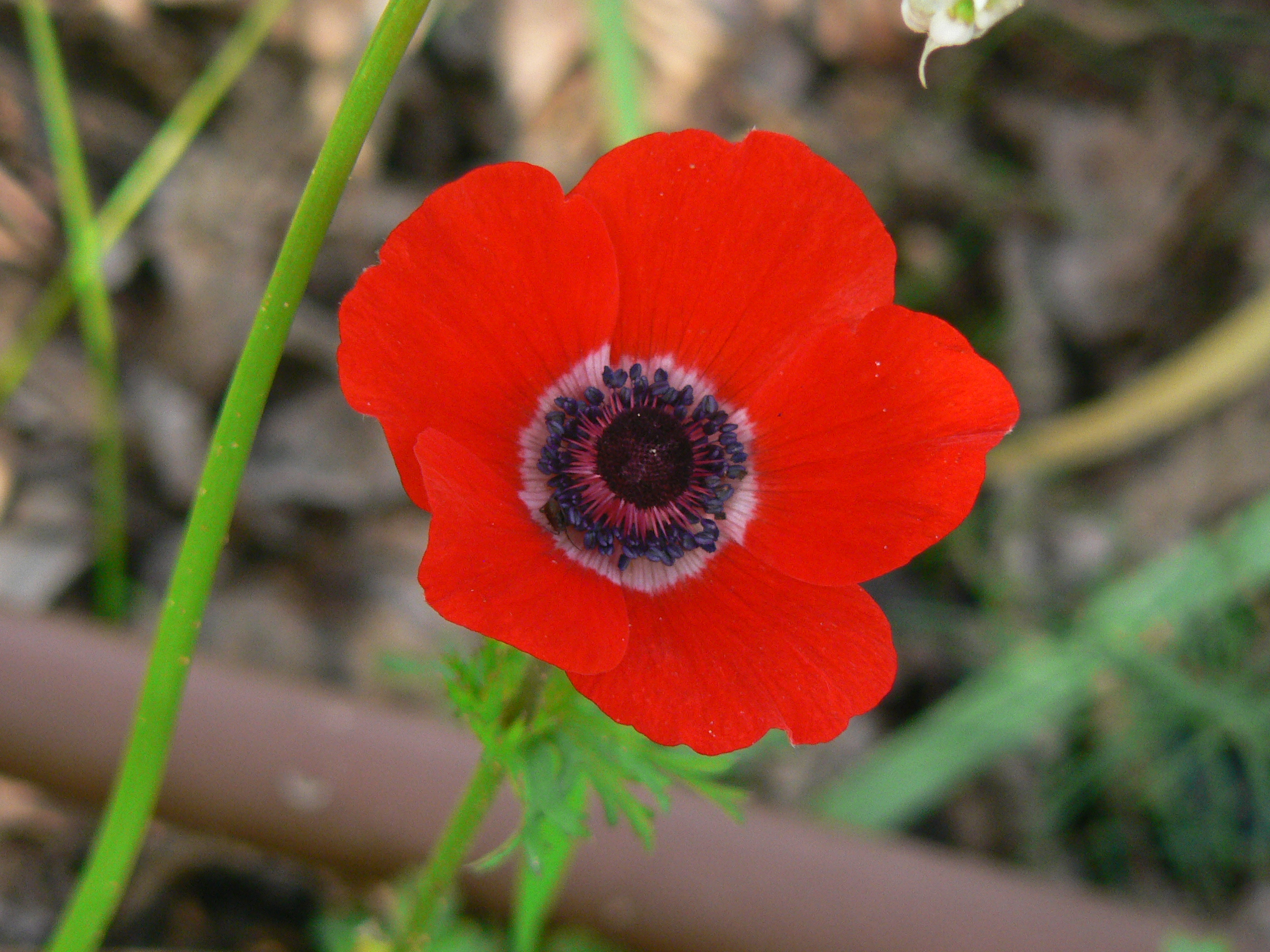
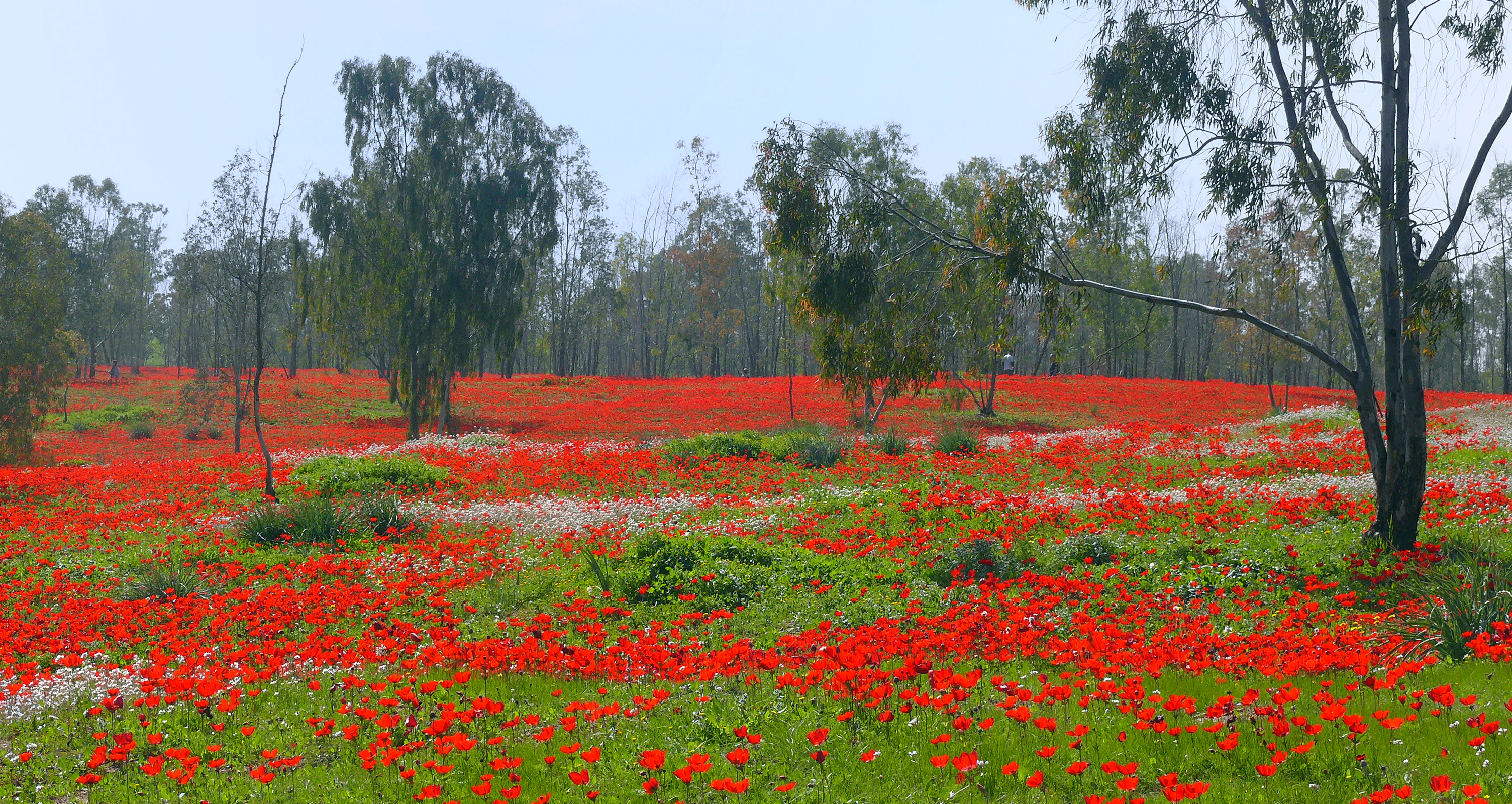

## Miêu tả
Anemone coronaria là cây thân thảo lâu năm mọc cao tới 20 cm–40 cm, hiếm khi tới 60 cm (0,75–1,50 feet), trải dài đến 15 cm–23 cm (0,50 đến 0,75 feet). Hoa nở từ tháng tư đến tháng sáu được sinh ra đơn độc trên một thân cây cao với một lá nhỏ của lá nhỏ ngay dưới hoa; hoa có đường kính 3 cm–8 cm, hoa thường có màu đỏ, màu trắng hoặc màu xanh dương. Phấn hoa khô, có đường kính dưới 40 nm. Hoa tạo ra 200-300 hạt.